# Moral de la Reina
Moral de la Reina est une commune de la province de Valladolid dans la communauté autonome de Castille-et-León en Espagne.

## Sites et patrimoine
- Église Santa María
- Restes de l'église San Juan